# Брутальність
Брутальність — риса примітивної людської натури, що своїм духовним розвитком ще недалеко відійшла від звіриного світу. Це слово походить від латинського «брутус», що значить — «звірина». Не треба змішувати брутальність із жорстокістю: звірина ніколи не буває жорстока, бо жорстокість — це насолоджування стражданнями інших, звірина ж, поїдаючи свою здобич, не шукає насолоди в стражданнях своєї жертви, вона їх просто не помічає. І людина може бути брутальною, не будучи жорстокою. Топтати, наприклад, в дикій люті квіти в чужому квітнику, чи бити меблі в чужому помешканні, це — не жорстокість, це власне брутальність, в якій людина виявляє свою звірячу лють, дає волю диким інстинктам, це звірина, що вихоплюється з гамівних шор культури та цивілізації.